# Pīpār
Pīpār är en ort i Indien.   Den ligger i distriktet Jodhpur och delstaten Rajasthan, i den nordvästra delen av landet, 400 km sydväst om huvudstaden New Delhi. Pīpār ligger 259 meter över havet och antalet invånare är 34 630.
Terrängen runt Pīpār är mycket platt. Runt Pīpār är det ganska tätbefolkat, med 166 invånare per kvadratkilometer. Det finns inga andra samhällen i närheten. Trakten runt Pīpār består till största delen av jordbruksmark.